# Heinrich Karl August Hehner
Heinrich Karl August Hehner (* 10. März 1790 in Mensfelden; † 9. Mai 1842 in Reichelsheim) war ein nassauischer Beamter.

## Leben
Hehner war der Sohn des Schultheißen Philipp Heinrich Hehner (1760–1823) und dessen Ehefrau Catharina Elisabetha geborene Thiel. Sein Halbbruder Carl (1809–1880) wurde Abgeordneter der Frankfurter Nationalversammlung. Hehner heiratete am 30. Mai 1815 in Dietkirchen Maria Susanna Massing (* 23. August 1783 in Limburg an der Lahn; † 21. August 1828 in Reichelsheim). Aus der Ehe ging der gemeinsame Sohn Carl (1816–1869) hervor, der nassauischer Abgeordneter wurde.
Hehner studierte Rechtswissenschaften und trat in die Dienste des Herzogtums Nassau. Er war von 1826 bis zu seinem Tod 1842 Amtmann im Amt Reichelsheim, zuletzt mit dem Titel eines Justizrates.